# كريند
 كریند  ( بالفارسية: گریند )، بضم الكاف وفتح الياء والنون والدال، قرية صغيرة بينها وبين قرية جاله بضعة أمتار،
تتبع ناحية كوخرد ( بالفارسية: بخش كوخرد ) من توابع مدينة بستك وتقع في محافظة هرمزگان في جنوب إيران.، وتقع في وادي خوني, وعلى مقربة وادي نيد بمسافة 700 متر، تبعد عن كوخرد 3 كيلومترات، وتقع أسفل هضبة الحمراء، وهي من قرى وادي البومة، تحيط بها غابة كثيفة من الأشجار السمر(1) والسلم (شجرة)(2) والضال(3).

## حدود قرية گریند
من الشمال: سلسلة جبال الناخ، ومن الجنوب قرية جاله، ومن الغرب ناحية كوخرد، ومن الشرق تنتهي بـقرية كوردان وقرية صالح آباد.

## السكان
يبلغ تعداد سكان هذه القرية حوالي (230) شخص
من أهل السنة والجماعة وعلى المذهب الشافعي يتكلمون يتكلون الفارسية باللهجة المحلية.

## المرافق العامة
القرية بها مسجد وأربع برك يخزن فيها مياه الأمطار إذا سالت الأودية، أثناء هطول المطر، كذلك بها مدرسة مشتركة

## العيادات الحصية
وعيادة صحية مشتركة مع قرية جاله.

## الكهرباء والهاتف
كذلك بها شبكة الكهرباء والماء والهاتف، بها مزارع النخيل، وأراضي خصبة لزراعة القمح والشعير.

## اليازرة
في الماضي كانت قرية گریند مشهورة بالزراعة، وكان المزارعون ينزفون الماء من الآبار الارتوازية بواسطة اليازرة والثيران، وكان بزرعون شتى أنواع الخضروات، وكان بها كثير من الزروع وخاصة النخيل والخضروات ومن أهم المنتوجات الخس، والجرجير، والفجل، والباذنجان، والطماطم، والبصل، وكذلك تزرع البر والشعير والحبحب. وكان بها قليب معروف بــ(قليب بگيشي)، وكان يسقى في الماضي بواسطة اليازرة والتي يسمى باللهجة المحلية:(گاو وگوچـه).
- 1.  السمر : شجـر من العـضاء (كل شجر يعظم وله شوك).
  2.  السلم : شجـر من العـضاء، وورقها القـرظ الـذي يُـدبغ بـه الأديم.
  3. الضال: شجرة السدر من شجر الشوك فإذا نبت على شط الأنهار قيل له (العبري) واحدة ضالة.

## وصلات خارجية
- الادارية لمحافظة هرمزگان
- الادارية لمحافظة هرمزگان (بلده كوخرد)